# Riemst
Riemst (lim. Riems) – gmina (gemeente) w Belgii, w Regionie Flamandzkim, w prowincji Limburgia, w okręgu Tongeren. 1 stycznia 2024 roku liczyła 16 896 mieszkańców. Leży przy granicy z Niderlandami.  

## Podział administracyjny
W skład gminy wchodzi dziewięć dzielnic (deelgemeente):
- Genoelselderen
- Herderen
- Kanne (Canne)
- Membruggen
- Millen
- Val-Meer (Falle-et-Mheer)
- Vlijtingen (Flétange)
- Vroenhoven
- Zichen-Zussen-Bolder (Sichem-Sussen-et-Bolré)